# Toblach
Toblach (tyskt uttal: [ˈtoːblax], italienska: Dobbiaco [dobˈbjaːko]) är en ort och kommun i provinsen Sydtyrolen i regionen Trentino-Sydtyrolen i norra Italien. Den är belägen i Pustertal nära gränsen mot Österrike, cirka 110 kilometer nordost om Trento och cirka 70 kilometer nordost om Bolzano. I närheten av Toblach ligger bergstopparna Tre Cime di Lavaredo (tyska: Drei Zinnen). Donaus biflod Drava rinner också upp i ett närbeläget bergsmassiv. Åt väster rinner floden Rienz (italienska: Rienza) som via Eisack (italienska: Isarco) och Adige rinner ut i Adriatiska havet.
Skidtävlingen på 50 kilometer mellan Toblach och Cortina d'Ampezzo i Veneto är en klassiker från Tour de Ski, men ingår sedan 2016 i Ski Classics.
Kommunen har 3 428 invånare (2024), på en yta av 125,28 km². Enligt 2024 års folkräkning talar 81,59 % av befolkningen tyska, 18,15 % italienska och 0,26 % ladinska som modersmål.

## Kultur
I Toblach hyrde Gustav Mahler och hans fru Alma Mahler från och med sommaren 1908 ett sommarhus. Där lät Alma bygga en "kompositionsstuga" åt sin man. I Toblach komponerade Mahler större delen av sin nionde symfoni under sommaren 1909.

## Orter
Orter (località) i kommunen Toblach med fler än 20 invånare (inom parentes invånarantal 2021):

- Toblach/Dobbiaco (2 528)
- Wahlen/Valle San Silvestro (282)
- Aufkirchen/Santa Maria (151)
- Camping (22)